# نظائر الزركونيوم
نظائر الزركونيوم هي مجموع النظائر الطبيعية والمصطنعة لعنصر الزركونيوم.
يتألف الزركونيوم طبيعياً من خمسة نظائر: زركونيوم-90 90Zr وزركونيوم-91 91Zr وزركونيوم-92 92Zr وزركونيوم-94 94Zr، وهذه النظائر الأربعة هي نظائر مستقرة، رغم وجود شكوك بخضوع زركونيوم-94 94Zr لاضمحلال بيتا المضاعف بعمر نصف بأكثر من 1.10×1017 سنة؛ أما النظير الخامس فهو زركونيوم-96 96Zr فهو نظير مشع طويل العمر، إذ يبلغ عمر النصف له مقدار 2.4×1019 سنة، ويتحول وفق اضمحلال بيتا المضاعف إلى النظير موليبدنوم-96 96Mo. للنظير زركونيوم-90 90Zr الوفرة الأكبر من بين هذه النظائر الخمسة، إذ يشكل 51.45% من الزركونيوم في الطبيعة، أما أقلها وفرة فهو النظير 96Zr بوفرة مقدارها 2.80% فقط.
يبلغ عدد النظائر المشعة المصطنعة للزركونيوم ثمانية وعشرين نظيراً، تتراوح كتلها الذرية بين 78 إلى 110، أطولها عمراً النظير زركونيوم-93 93Zr (عمر النصف 1.53×106 سنة)، أما أقصرها عمراً فهو أثقلها، وهو النظير 110Zr، إذ هو أكثرها نشاطاً إشعاعياً (يقدر عمر النصف بأقل من 30 ميلي ثانية). تضمحل نظائر الزركونيوم المشعة ذات أعداد الكتلة الأقل 89 وفق انبعاث البوزيترون، باستثناء النظير زركونيوم-88 الذي يضمحل وفق آلية التقاط الإلكترون؛ أما نظائر الزركونيوم المشعة ذات أعداد الكتلة الأكبر من 93 فإنها تضمحل بانبعاث الإلكترونات وفق اضمحلال بيتا. للزركونيوم أيضاً خمسة مصاوغات نووية شبه مستقرة، وهي: 83mZr و 85mZr و 89mZr و 90m1Zr و
90m2Zr و 91mZr؛ وهي نظائر مشعة قصيرة العمر.